# Donato Manduzio
(Diario di Donato Manduzio)
Donato Manduzio (San Nicandro Garganico, 1885 – 15 marzo 1948) è stato un mistico e veggente italiano, fondatore della Comunità Ebraica di San Nicandro Garganico.

## Biografia
Donato Manduzio nasce a San Nicandro Garganico nel 1885 da una modesta famiglia di braccianti; a causa della povertà non fu mandato a scuola. Durante il servizio militare impara a leggere e a scrivere, ma subisce anche un'operazione alla gamba che lo lascia claudicante; l'inabilità gli permette di dedicarsi alla lettura di romanzi, almanacchi, libri di magia.
Ritiene di aver acquisito capacità magiche e taumaturgiche, ma ben presto prova ripugnanza verso la scienza e le pratiche magiche.
(Donato Manduzio nel suo Diario)
Nel 1910 sposa Emanuela Vocino.

## «Vi porto una luce»

### La visione e gli inizi
Dal diario di Donato Manduzio:
(Donato Manduzio nel suo Diario)
Manduzio iniziò a diffondere tra amici e vicini il messaggio dell'Antico Testamento; in tre seguono la sua predicazione: Matteo Palmiero (morto nel 1937), Matteo Cataldo e Antonio Bonfitto. In seguito si aggiunsero anche il calzolaio Francesco Cerrone, Rocco di Paola (cugino di Antonio Bonfitto) e pochi altri.
Donato pensava che gli ebrei fossero ormai scomparsi da secoli, finché un giorno un venditore ambulante lo informò che, anzi, «le città sono piene di quel popolo», e gli diede gli indirizzi di alcuni ebrei di Firenze e Torino. La comunità torinese, contattata con una lettera, indirizzò i neofiti verso il rabbino capo di Roma, Angelo Sacerdoti.

### La lettera del Rabbino Capo di Roma
Secondo il diario di Manduzio, due lettere inviate a Roma dal gruppo di San Nicandro restano senza risposta. Alla terza, il Rabbino scrive:
Indirizzo a suo nome la presente quantunque la lettera alla quale rispondo sia firmata Cerrone Francesco e compagni, perché nella busta figura come mittente il nome Suo.
Non mi spiego perché Ella si chiami in un modo sulla busta e in un altro nella lettera, ma ciò non ha importanza.
Non ho risposto alla cartolina spedita alla fine di agosto, per due motivi: 1° perché non credo che l'argomento che era ivi accennato potesse essere oggetto di corrispondenza concisa quale si addice alla cartolina postale, 2° perché non ho creduto si trattasse di cosa seria, ma bensì di uno scherzo più o meno spiritoso, dato appunto l'uso della cartolina.
La insistenza Sua mi induce ora a rispondere alla Sua lettera del 29 settembre, lettera che quantunque abbastanza diffusa non mi spiega chiaramente cosa Ella e i Suoi anonimi compagni desiderano.
Si intuisce una crisi di coscienza, e un desiderio non ben definito di abbracciare l'Ebraismo.
Ma come tutto ciò può essersi verificato in un paese ove non vivono ebrei e ove l'Ebraismo come pratica di vita deve essere del tutto sconosciuto?
Che cosa conoscono lei e i suoi compagni di ciò? Quanto è a loro conoscenza delle ideologie e della dogmatica ebraica? Tutto questo è essenziale che io sappia prima di addentrarmi in una risposta, la quale può essere diversa secondo quanto potrà risultarmi.
Avete nessuna tradizione di essere discendenti di famiglie israelitiche costrette nel passato a convertirsi al Cattolicesimo? Anche questo è un elemento che sarebbe utile sapere.
Quello che intanto debbo dire fin d'ora è che l'Ebraismo è alieno dal proselitismo e accetta proseliti solo eccezionalmente: ciò perché non crede che solo gli ebrei abbiano parte nella vita futura ma ammette che vi sia salvezza per le anime di tutti i buoni, a qualunque religione essi appartengano.
Scrivete perciò diffusamente e meglio ancora sarebbe se qualcuno di voi avesse occasione di venire a Roma ove potrebbe avere un colloquio con me, colloquio che sarebbe indubbiamente più esauriente di una lunga corrispondenza.
La saluto distintamente.
P.S. Sarebbe bene ed opportuno che io sapessi quanti sono i Suoi compagni e chi essi sono.»
La risposta di Donato Manduzio è: «Non ho sentito la Santa Parola da nessuno, ma ne ho avuto la rivelazione direttamente da Dio, come dice nostro padre Abramo».

### Le visite di Faitlovitch (1932 e 1935)
Nel dicembre del 1932 Donato Manduzio conobbe Jacques Faitlovitch, ma di questo incontro si sa poco. La visita del 1935, invece, è ricordata in una copia del Diario di Manduzio (risalente al 1938), secondo cui Faitlovitch raggiunse Manduzio alle nove di sera del 28 gennaio.
(Donato Manduzio nel suo Diario)
Agli inizi di settembre del 1935 Francesco Cerrone raggiunse Faitlovitch a Roma, conobbe diversi esponenti dell'ebraismo italiano (Umberto Cassuto, Dante Lattes, David Prato) e assistette alle funzioni nella Sinagoga di Roma.

### I rapporti col Fascismo e i contatti col nuovo Rabbino capo di Roma
La vita dei neo-ebrei scorreva tranquilla fino al 14 febbraio 1936, quando un usciere comunale consegnò a Manduzio un'ingiunzione di pagamento di una multa ammontante a 260 lire per violazione dell'articolo 18 del Testo Unico delle Leggi di Pubblica Sicurezza (Regio Decreto 18 giugno 1931, n. 773). Manduzio chiese consiglio al rabbino capo di Roma David Prato, ma non ottenne risposta e pagò la multa.
Nello stesso anno il Rabbino Capo di Roma avviò contatti ufficiali con i convertiti per mezzo del proprio inviato, Raffaele Cantoni. Questi giunse a San Nicandro nel luglio del 1937 con l'intenzione di regolarizzare il rituale, aprire una piccola sinagoga, e integrare il gruppo alla comunità ebraica di Napoli; donò 22 scialli di preghiera (tallit) per gli uomini, una lampada a nove bracci, una lampada più piccola, un calice e un contenitore per l'incenso. Il podestà, Ettore Pacilli, non chiese la necessaria autorizzazione e il suolo dell'erigenda sinagoga non fu trovato. Con l'entrata in vigore delle Leggi razziali, Roma consigliò a Manduzio di rimandare a tempi migliori l'ammissione all'ebraismo.
Negli anni seguenti il gruppo subì controlli e pressioni da parte delle autorità dello Stato. L'8 novembre 1938 Francesco Cerrone, interrogato dai Carabinieri, si dichiara ebreo. Una prima lettera inviata dal rabbino Prato a Manduzio suggeriva l'obbedienza alla legge dello Stato, mentre una seconda, più incisiva, ricordava che «voi non siete ebrei, perché non siete nati ebrei, e d'altra parte la vostra conversione non è mai stata legalizzata».
Il 4 aprile 1940, rispondendo a Raffaele Cantoni che cercava di nuovo di convincerlo che il gruppo di San Nicandro non doveva considerarsi ebreo «dal punto di vista razziale», Manduzio rispose:
Eliezer Tritto, figlio di uno dei primi seguaci di Manduzio, e alcuni suoi compagni di fede subirono vessazioni a scuola:

### Il riconoscimento
Dopo la liberazione di Roma i sannicandresi furono riconosciuti come ebrei. Manduzio non volle farsi circoncidere. Morì nel marzo 1948 rifiutandosi di lasciare San Nicandro nei suoi scritti la dichiarazione siamo arrivati alla luce grazie alle visioni, proprio come avvenne a Mosè e a tutti i profeti, e che chiunque si rifiuti di credere o dica che le visioni non significano niente nega il Dio delle visioni e il Mosè del libro sacro delle leggi..